# Halsnøya
Halsnøya est une  île habitée de la commune de Stavanger, dans le comté de Rogaland en Norvège, dans la mer du nord.

## Description
L'île de 4,9 km2 se trouve au nord-est de l'île de Finnøy, à 30km au nord-est de la ville de Stavanger. Elle fait partie du groupe des îles de Finnøy dans le Boknafjord, dont elle est la plus grande. 
Halsnøya est située au sud de l'île d'Ombo, au sud-est-est des îles Sjernarøyane, à l'est de l'île de Finnøy, au nord-est de l'île de Fogn et à l'ouest de l'île de Randøy. L'île n'est accessible que par bateau, avec un service de ferry régulier depuis les îles voisines et vers le continent
L'île est vallonnée avec quelques forêts, où il y a des cerfs et des martres des pins. L'avifaune est riche, y compris une importante colonie de hérons cendrés. Le reste de l'île est cultivé pour l'agriculture ou les pâturages.